# ارتش بابا (فیلم ۲۰۱۶)
ارتش بابا (انگلیسی: Dad's Army) یک فیلم جنگی کمدی بریتانیایی محصول سال ۲۰۱۶ است که با الهام از مجموعه کمدی موقعیت بی‌بی‌سی تحت عنوان ارتش بابا ساخته شده است.